# Upplands runinskrifter 619
Upplands runinskrifter 619 är ett vikingatida runstensfragment av röd sandsten i Bro kyrka, Bro socken och Upplands-Bro kommun. Sammantaget består U 619 av flera fragment som satts ihop. Två fragment med enbart ornamentik återfanns och limmades ihop med de tidigare fynden 1972. De hopfogade runstensfragmenten mäter 1,05 meter på höjden och 0,43-0,5 meter på bredden. Inskriften utgör förmodligen en direkt fortsättning av inskriften på en annan sten. U 619 står i vapenhuset i Bro kyrka.

## Inskriften
Translitterering av runraden:
þisa · meki · eftiʀ · ky... ...i + rauþr h...[ak -...]
Normalisering till runsvenska:
Þessa mærki æftiʀ ... ... ʀauðr h[i]ogg ...
Översättning till nusvenska:
Dessa märken efter ... Röd högg ...